# Anna Boden và Ryan Fleck
Anna Boden (sinh 1979) và Ryan K. Fleck (sinh 20 tháng 9 năm 1976) là hai vợ chồng đạo diễn, biên kịch người Mỹ. Họ từng tham gia đạo diễn và sản xuất các phim như: Half Nelson, Sugar,  It's Kind of a Funny Story, Mississippi Grind và Captain Marvel.